# Søte og Rare Gutter
Søte og Rare Gutter (deutsch Süße und komische Jungen) ist ein norwegisches Musikduo.

## Geschichte
Das Duo besteht aus Gunnar Stokke Kjeldsen und Mikael Foss Andersen und stammt aus dem Osloer Stadtteil Ullern. Der Name des Duos ist eine Referenz auf die norwegische TV-Serie Exit, in der eine Folge diesen Namen trägt. Im Jahr 2023 gab das Duo die EP Granca Tapes heraus.
Im Jahr 2024 erzielten sie mit dem Partylied Bærum Bitches (Mannschaft) einen Nummer-eins-Hit in Norwegen. In den schwedischen Charts konnte sich das Lied auf dem vierten Platz der Singlecharts platzieren. Beim Musikstreamingdienst Spotify wurde Bærum Bitches (Mannschaft) das im Jahr 2024 in Norwegen am meisten gestreamte vollständig norwegische Lied. Beim Spellemannprisen 2024 wurde das Duo für das Lied in der Kategorie für Partymusik ausgezeichnet. Zudem erhielten sie eine Nominierung in der Kategorie für das Lied und den Durchbruch des Jahres.
Auch im Jahr 2025 zog das Duo erneut sowohl in die norwegischen als auch die schwedischen Musikcharts ein. Mit Bender erzielten sie wieder in beiden Ländern einen Top-5-Hit. Als Lied des Monats im März 2025 wurde ihr Lied zudem automatisch für die Spellemannprisen-Kategorie „Lied des Jahres“ nominiert.

## Auszeichnungen
Spellemannprisen
- 2024: „Partymusik“ (für Bærum Bitches (Mannschaft))
- 2024: Nominierung in der Kategorie „Lied des Jahres“ (für Bærum Bitches (Mannschaft))
- 2024: Nominierung in der Kategorie „Durchbruch des Jahres“

## Diskografie

### EPs
- 2023: Granca Tapes

### Singles
| Jahr | Titel Album                  | Höchstplatzierung, Gesamtwochen, AuszeichnungChartplatzierungen (Jahr, Titel, Album, Platzierungen, Wochen, Auszeichnungen, Anmerkungen) | Höchstplatzierung, Gesamtwochen, AuszeichnungChartplatzierungen (Jahr, Titel, Album, Platzierungen, Wochen, Auszeichnungen, Anmerkungen) | Anmerkungen                            |
| Jahr | Titel Album                  | NO | SE | Anmerkungen                            |
| ---- | ---------------------------- | --- | --- | -------------------------------------- |
| 2024 | Bærum Bitches (Mannschaft) – | NO1 Platin · (48 Wo.)NO | SE4 Gold · (46 Wo.)SE | Erstveröffentlichung: 15. Februar 2024 |
| 2025 | Hvitt gull (Kilroy) –        | NO32 (… Wo.)NO | SE22 (… Wo.)SE | Erstveröffentlichung: 17. Januar 2025  |
| 2025 | Bender –                     | NO3 (… Wo.)NO | SE5 (… Wo.)SE | Erstveröffentlichung: 28. Februar 2025 |
| 2025 | Slem –                       | NO76 (… Wo.)NO | — | Erstveröffentlichung: 9. Mai 2025      |

Weitere Lieder mit Auszeichnung
- 2024: Samme for meg (NO: Gold)